# George Gaynes
George Gaynes, właśc. George Jongejans (ur. 16 maja 1917 w Helsinkach, zm. 15 lutego 2016 w North Bend) – amerykański aktor pochodzenia fińskiego. Odtwórca roli komendanta Lassarda z serii filmów Akademia Policyjna.

## Życiorys
Urodził się w Helsinkach. Jego matka, Iya Grigorievna Gay Lady Abdy (jako artystka Jongejans), była rosyjską artystką fińskiego pochodzenia, a ojciec, Gerrit Jongejans, holenderskim biznesmenem. Jego wujem był aktor Gregory Gaye. Wychowywał się we Francji, Anglii i Szwajcarii. W 1937 ukończył Collège Classique Cantonal niedaleko Lozanny. W latach 1938–1939 uczęszczał do Szkoły Muzycznej w Mediolanie, a w latach 1953–1958 kształcił się w Actors Studio w Nowym Jorku.
W 1946 powrócił do Francji, ale amerykański reżyser teatralny zaproponował mu rolę w musicalu na Broadwayu i przeniósł się do Nowego Jorku w tym samym roku i został obywatelem amerykańskim w 1948. Grywał też w produkcjach off-Broadwayowskich.
20 grudnia 1953 ożenił się z Allyn Ann McLerie, z którą miał dwoje dzieci, syna Matthew i córkę Iyę Gaynes Falcone Brown.

## Filmografia

### Filmy
- 1969: Uwięzieni w kosmosie – kierownik misji
- 1973: Tacy byliśmy – marokański kapitan
- 1976: Nickelodeon – Reginald Kingsley
- 1980: Odmienne stany świadomości – dr Wissenschaft
- 1982: Umarli nie potrzebują pledu – dr John Hay Forrest
- 1982: Tootsie – John Van Horn
- 1983: Być albo nie być – Ravitch
- 1984: Micki i Maude – dr Eugene Glztszki
- 1984: Akademia Policyjna – komendant Eric Lassard
- 1985: Akademia Policyjna 2: Pierwsze zadanie – komendant Eric Lassard
- 1986: Akademia Policyjna 3: Powrót do szkoły – komendant Eric Lassard
- 1987: Akademia Policyjna 4: Patrol obywatelski – komendant Eric Lassard
- 1988: Akademia Policyjna 5: Misja w Miami Beach – komendant Eric Lassard
- 1989: Akademia Policyjna 6: Operacja Chaos – komendant Eric Lassard
- 1994: Akademia Policyjna 7: Misja w Moskwie – komendant Eric Lassard
- 1994: Wania na 42 ulicy – Serybryakov
- 1996: Czarownice z Salem – sędzia Samuel Sewall
- 1997: Fakty i akty – senator Cole
- 2003: Nowożeńcy – ojciec Robert

### Seriale telewizyjne
- 1968: Bonanza – Purdy
- 1968: Mission: Impossible – dr Paul van Bergner
- 1970: Hawaii Five-O – Thurman Elliott
- 1971: Search for Tomorrow – Sam Reynolds
- 1972: Columbo – Everett w odc. pt. Etiuda w czerni
- 1973: Columbo – Francuz w odc. Koneser win
- 1976: Pogoda dla bogaczy – Max Vincent
- 1977: Waszyngton za zamkniętymi drzwiami – Brewster Perry
- 1980: Szpital miejski – Frank Smith
- 1983: Zdrówko – Malcolm Kramer
- 1984–1987: Punky Brewster – Henry Warnimont
- 1987: Matlock – sędzia Hollis D. Dunaway
- 1992–1993: John, Georgie i cała reszta – Arthur Feldman
- 1996: Szpital Dobrej Nadziei – Brook Austin
- 1998: Akademia Policyjna – Eric Lassard
- 1999: Sliders – dorosły Quinn Mallory